# Hydrotaea naltarensis
Hydrotaea naltarensis este o specie de muște din genul Hydrotaea, familia Muscidae, descrisă de Shinonaga în anul 2007.
Este endemică în Pakistan. Conform Catalogue of Life specia Hydrotaea naltarensis nu are subspecii cunoscute.